# Wilhelm al Prusiei (1783–1851)
Prințul Wilhelm al Prusiei (3 iulie 1783 - 28 septembrie 1851) a fost al patrulea fiu și al șaselea copil al regelui Frederic Wilhelm al II-lea al Prusiei și a celei de-a doua soții, Frederika Louisa de Hesse-Darmstadt.

## Biografie
A fost general de cavalerie în armata prusacă.

### Căsătorie și copii
La 12 ianuarie 1804, la Berlin s-a căsătorit cu Maria Ana de Hesse-Homburg și a avut opt copii:
- Friederike (1805–1806)
- Irene (1806)
- Tassilo (1811–1813)
- Adalbert (1811–1873)
- Tassilo (1813−1814)
- Elisabeta (1815–1885)
- Waldemar (1817–1849)
- Maria (1825–1889)

## Arbore genealogic
1. ↑  „Prințul Wilhelm al Prusiei”, Gemeinsame Normdatei, accesat în 10 decembrie 2014
2. ↑  „Prințul Wilhelm al Prusiei”, Gemeinsame Normdatei, accesat în 30 decembrie 2014
3. ↑  Allgemeine Deutsche Biographie